# Collectie Janssen
De collectie Janssen is een verzameling precolumbiaanse archeologica bijeen gebracht door Paul Janssen en Dora Janssen-Arts die permanent wordt tentoongesteld in het Museum aan de Stroom te Antwerpen.
De stukken werden aangekocht bij antiekhandelaren in Europa en de Verenigde Staten door Dora Arts, echtgenote van Paul Janssen. De waarde van de collectie wordt geschat op vijftien miljoen euro en is als een betaling in natura overgegaan naar het Vlaams Gewest als betaling van de erfenisrechten die ze verschuldigd was.

## Collectie

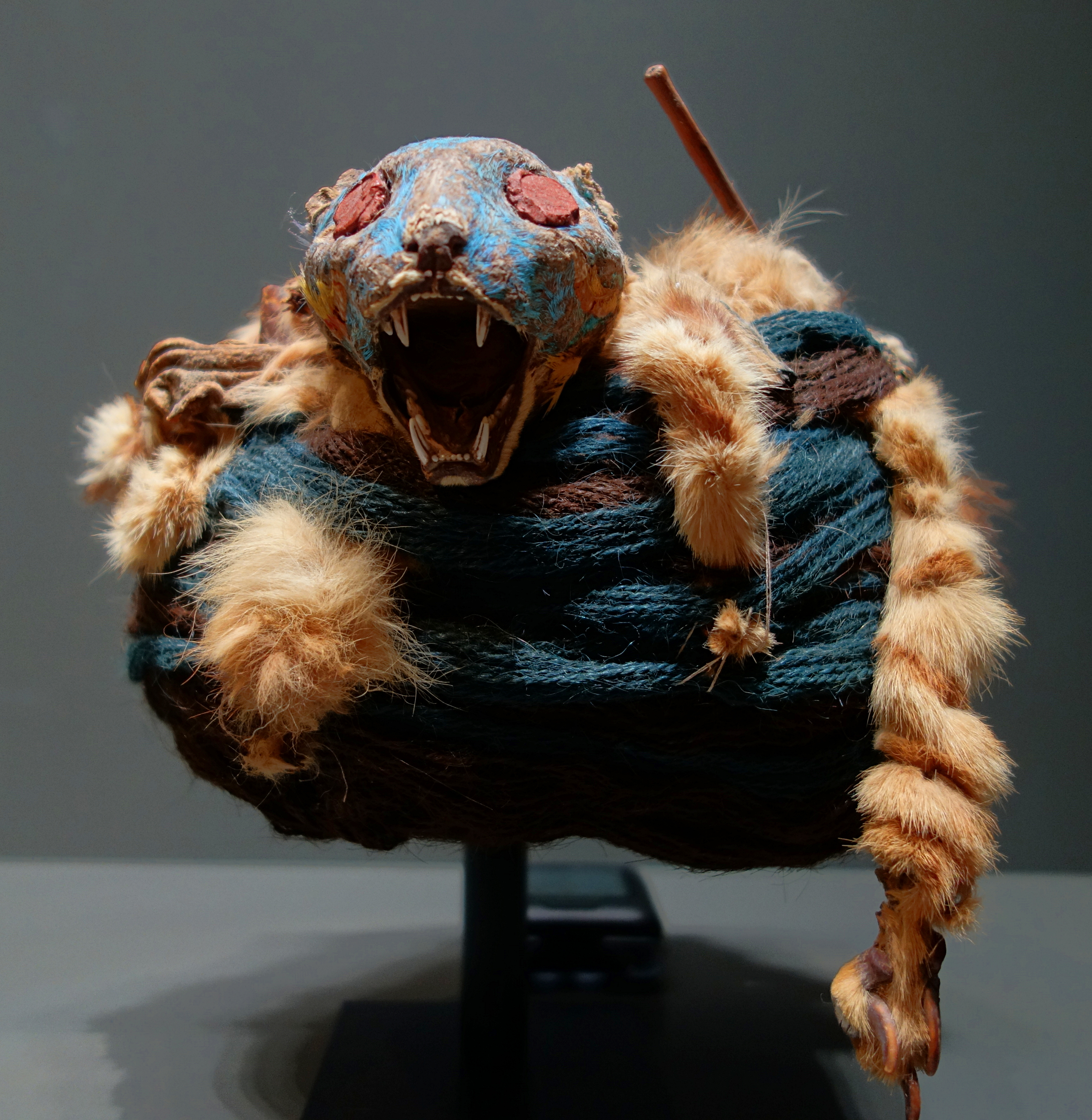
Wollen hoofdtooi met beestachtig decoratie bovenop, oorspronkelijk uit Chile

De collectie omvat ongeveer 350 stukken archeologische artefacten van steen, terracotta, maskers, gouden sieraden, weefsels en bontgekleurde verencreaties van meer dan 50 culturen waaronder de Olmeken, de Maya's en de Inca's omspannen ruim drieduizend jaar precolumbiaanse geschiedenis. 
De verzameling werd tot 31 januari 2011 getoond in het Brusselse Jubelpark en daarvoor in Genève. Ze kreeg vervolgens een vaste plek op de achtste verdieping van het MAS. Op dezelfde verdieping worden ook een aantal objecten uit de collectie van het Etnografisch Museum tentoongesteld. De collectie is volledig te bekijken via de collectie online van het MAS: https://search.mas.be/search/simple.

## Legaliteit
De belangstelling die de tijdelijke tentoonstellingen van de collectie in Genève en Brussel genoten, deden de vraag oprijzen of deze collectie zich wel wettig in België bevond.
Het verzamelen van archeologische objecten wordt soms gerelateerd aan illegale opgravingen. Anderzijds is het zo dat vele archeologische objecten, soms sinds vele jaren, legaal in collecties buiten het land van herkomst aanwezig zijn. De 'collectie Janssen' is het resultaat van zo’n dertig jaar gepassioneerd verzamelen. De eerste stukken werden verworven eind jaren 60. De laatste stukken werden eind jaren 90 aangekocht. De verwerving van stukken gebeurde bij internationaal gerenommeerde kunsthandelaars en veilingen in onder meer New York, Parijs en Brussel. Het lijkt dan ook onwaarschijnlijk dat stukken uit deze collectie door een onderbouwde restitutieclaim gevat kunnen worden. 